# Acapulco de Juárez (kommun i Mexiko)
Acapulco de Juárez är en kommun i Mexiko.   Den ligger i delstaten Guerrero, i den södra delen av landet, 290 km söder om huvudstaden Mexico City. Antalet invånare är 789 971. Arean är 1 922 kvadratkilometer.
Terrängen i Acapulco de Juárez är varierad.
Följande samhällen finns i Acapulco de Juárez:
- Acapulco
- Xaltianguis
- Kilómetro 30
- Amatillo
- Tuncingo
- San Isidro Gallinero
- Lomas de Chapultepec
- Aguas Calientes
- Cerro de Piedra
- Apalani
- San Pedro Cacahuatepec
- San Andrés Playa Encantada
- Campanario
- Barrio Nuevo de los Muertos
- Kilómetro 40
- El Metlapil
- Nueva Frontera
- 10 de Abril
- Pueblo Madero
- Colonia Nueva Revolución
- Colonia Alborada
- Las Plazuelas
- La Providencia
- Oaxaquillas
- Xolapa
- San Antonio
- Colonia Guerrero
- Barra Vieja
- Kilómetro 42
- Colonia la Frontera Aguacatillo
- Colonia Loma Larga
- El Veladero
- Las Cruces de Cacahuatepec
- Apanhuac
- Nicolás Bravo
- Colonia Mangos
- Amatepec
- Agua Zarca de la Peña
- Colonia Miguel Terrazas Rivera
- El Cantón
- Colonia Praderas de Guadalupe
- Las Tortolitas
- Colonia Nueva Luz
- Carabalí
- Vista Hermosa
- Las Joyas
- Las Chanecas
- El Rincón
- Salsipuedes
- Lomas del Aire
- Parotillas
- La Sierrita
- Colonia Vista Hermosa de las Flores
- Las Parotas
- Colonia Dieciséis de Noviembre
- El Zapote
- Colonia Rubén Figueroa Alcocer
- Garrapatas
- Colonia Democrática
- El Ranchito
- El Progreso de Cacahuatepec
- La Testaruda
- San José
- Kilómetro Treinta y Dos
- Villa Guerrero
- Colonia la Gloria
- Lucio Cabañas Campamento Popular
- Candelilla
- Rancho las Marías
- Venta Vieja
- San Martín el Jovero
- Kilómetro Treinta y Tres
- El Carrizo
- Teniente José Azueta
- Espinalillo
- La Vista Alegre
- Colonia Ángel Heladio Aguirre Rivero
- San José Cacahuatepec
- Fraccionamiento Campestre de la Laguna
- El Cerrito
- Colonia Donaciano Rivera
- Los Ilamos
- Las Ollitas
- Kilómetro Cuarenta y Ocho

- Öar:
  - La Roqueta (en ö)